# Houessou Akaba
Pour les articles homonymes, voir Akaba.
Houessou Akaba (ou Hwesu Akaba) est traditionnellement le quatrième roi d'Abomey. Il régna de 1685 à 1708, date à laquelle il succombe à une épidémie de variole.
Il poursuit l’œuvre d’organisation de son père Aho Houegbadja. Notamment, il fixe les institutions du pouvoir et les rituels d’intronisation du roi d’Abomey. Ses symboles sont le sanglier et le couteau.